# Относительный риск
Относительный риск (англ. relative risk (RR)) в медицинской статистике и эпидемиологии — отношение риска наступления определенного события у лиц, подвергшихся воздействию фактора риска (p exposed), по отношению к контрольной группе (P non-exposed).
{\displaystyle RR={\frac {p_{\text{exposed}}}{p_{\text{non-exposed}}}}}
| Риск      | Наличие заболевания | Наличие заболевания |
| Риск      | Имеется             | Отсутствует         |
| --------- | ------------------- | ------------------- |
| Курильщик | {\displaystyle a}   | {\displaystyle b}   |
| Некурящий | {\displaystyle c}   | {\displaystyle d}   |

Рассмотрим пример где вероятность развития рака легких у курильщиков будет равняться 20 %, а среди некурящих 1 %. Эта ситуация отражена в таблице 2 × 2 справа.
Здесь a = 20, b = 80, c = 1, а d = 99. Соответственно, относительный риск развития рака легких у курильщиков будет
{\displaystyle RR={\frac {a/(a+b)}{c/(c+d)}}={\frac {20/100}{1/100}}=20.}
Курильщики будут в 20 раз более подвержены раку легких чем некурильщики.

## Использование
Относительный риск часто используется в статистическом анализе парных исходов, когда интересующий исход имеет относительно низкую вероятность. Таким образом, относительный риск часто используется в медицинских исследованиях для сравнения риска развития заболевания у пациентов, получающих лечение (или плацебо) с пациентами, получающими изучаемое лечение. В других случаях используется для сравнения риска развития осложнений у пациентов, получающих лекарство с пациентами, не получающими или получающими плацебо. Особенная привлекательность относительного риска состоит в простоте расчета для несложных случаев.
В простом сравнении между экспериментальной и контрольной группами:
- Относительный риск 1 значит, что нет разницы в риске между двумя группами
- Относительный риск < 1 значит, что в экспериментальной группе событие развивается реже, чем в контрольной
- Относительный риск > 1 значит, что в экспериментальной группе событие развивается чаще, чем в контрольной.